# نبرد یافا (۱۱۹۲)
نبرد یافا (۱۱۹۱) در طول جنگ‌های صلیبی به عنوان یکی از مبارزات بین صلاح‌الدین ایوبی و ریچارد یکم (انگلستان) (ریچارد شیردل) رخ داد. این نبرد آخرین نبرد در جنگ سوم صلیبی بود و پس از آن ریچارد و صلاح‌الدین قادر به مذاکره برای آتش‌بس شدند. اگرچه صلیبیون اورشلیم را در دست داشتند.

## شرح نبرد
در ژوئیه سال ۱۱۹۲، ارتش صلاح‌الدین طی یک حمله غافلگیرانه توانست یافا را تصرف کند. اما در حین نبرد، صلاح‌الدین کنترل نیروهای خود را به واسطه جبران کشتار مسلمانان در عکا از دست داد و حتی صلاح‌الدین به نیروهای صلیبی توصیه کرده‌بود که در ارگ شهر باقی بمانند تا وی بتواند کنترل نیروهایش را به دست بگیرد.
در این زمان که ریچارد قصد بازگشت به انگلستان به خاطر شنیدن اخبار ناگوار از برادرش جان را داشت، متوجه اشغال یافا توسط نیروهای صلاح‌الدین شد بنابراین با تعداد اندکی از نیروهای خود که کمتر از ۲۰۰۰ نفر بودند از راه دریا، حمله ناگهانی برای بازپس‌گیری یافا ترتیب داد و نیروهای ایوبی که توقع حمله از جانب دریا را نداشتند، مجبور به عقب‌نشینی شده و شهر را ترک گفتند. ریچارد پس از بازپس‌گیری شهر، نیروهای زندانی خود را آزاد کرد تا با کمک آن‌ها نیروهای خود را تقویت کند. با این حال نیروهای صلاح‌الدین در شمار از نیروهای صلیبی برتری داشتند. در نزدیکی طلوع روز ۸ اوت سال ۱۱۹۲، صلاح‌الدین ضدحمله‌ای را علیه ریچارد و نیروهایش انجام داد تا بتواند صلیبیون را در یافا درهم بشکند و بر شهر یافا مسلط شود. اما نیروهای وی که از تجهیزات و زره‌های سبک برخوردار بودند در مقابل تیرهای کمانداران زنبورکی به شدت ضربه خوردند و خسارت و کشتار زیادی دادند. بدین ترتیب نبرد یافا که برای بازپس‌گیری یافا صورت گرفته بود، با شکست کامل نیروهای صلاح‌الدین همراه بود و وی در ادامه مجبور به عقب‌نشینی به سمت شرق شد. این پیروزی سبب شد تا جبهه صلیبیون بیش از پیش تقویت شود و خود را آماده بازپس‌گیری اورشلیم کنند.